# Gabriel Jesus
Gabriel Fernando de Jesus (n. 3 aprilie 1997, São Paulo, São Paulo, Brazilia) este un fotbalist brazilian care evolueaza la clubul englez Arsenal și la echipa națională de fotbal a Braziliei.

## Statistici

### Club
La 19 mai 2024.
| Club            | Sezon         | Campionat      | Campionat | Campionat | Campeonato Paulista | Campeonato Paulista | Cupă    | Cupă   | Cupa Ligii | Cupa Ligii | Continental | Continental | Altele  | Altele | Total   | Total  |
| Club            | Sezon         | Divizie        | Meciuri   | Goluri    | Meciuri             | Goluri              | Meciuri | Goluri | Meciuri    | Goluri     | Meciuri     | Goluri      | Meciuri | Goluri | Meciuri | Goluri |
| --------------- | ------------- | -------------- | --------- | --------- | ------------------- | ------------------- | ------- | ------ | ---------- | ---------- | ----------- | ----------- | ------- | ------ | ------- | ------ |
| Palmeiras       | 2015          | Série A        | 20        | 4         | 8                   | 0                   | 9       | 3      | —          | —          | —           | —           | —       | —      | 37      | 7      |
| Palmeiras       | 2016          | Série A        | 27        | 12        | 12                  | 5                   | 2       | 0      | —          | —          | 5           | 4           | —       | —      | 46      | 21     |
| Palmeiras       | Total         | Total          | 47        | 16        | 20                  | 5                   | 11      | 3      | —          | —          | 5           | 4           | —       | —      | 83      | 28     |
| Manchester City | 2016–17       | Premier League | 10        | 7         | —                   | —                   | 1       | 0      | —          | —          | 0           | 0           | —       | —      | 11      | 7      |
| Manchester City | 2017–18       | Premier League | 29        | 13        | —                   | —                   | 0       | 0      | 4          | 0          | 9           | 4           | —       | —      | 42      | 17     |
| Manchester City | 2018–19       | Premier League | 29        | 7         | —                   | —                   | 6       | 5      | 5          | 5          | 6           | 4           | 1       | 0      | 47      | 21     |
| Manchester City | 2019–20       | Premier League | 34        | 14        | —                   | —                   | 4       | 2      | 6          | 1          | 8           | 6           | 1       | 0      | 53      | 23     |
| Manchester City | 2020–21       | Premier League | 29        | 9         | —                   | —                   | 5       | 2      | 1          | 1          | 7           | 2           | —       | —      | 42      | 14     |
| Manchester City | 2021–22       | Premier League | 28        | 8         | —                   | —                   | 4       | 1      | 1          | 0          | 8           | 4           | 0       | 0      | 41      | 13     |
| Manchester City | Total         | Total          | 159       | 58        | —                   | —                   | 20      | 10     | 17         | 7          | 38          | 20          | 2       | 0      | 236     | 95     |
| Arsenal         | 2022–23       | Premier League | 26        | 11        | —                   | —                   | 0       | 0      | 1          | 0          | 6           | 0           | —       | —      | 33      | 11     |
| Arsenal         | 2023–24       | Premier League | 27        | 4         | —                   | —                   | 0       | 0      | 1          | 0          | 8           | 4           | 0       | 0      | 36      | 8      |
| Arsenal         | Total         | Total          | 53        | 15        | —                   | —                   | 0       | 0      | 2          | 0          | 14          | 4           | 0       | 0      | 69      | 19     |
| Total carieră   | Total carieră | Total carieră  | 259       | 89        | 20                  | 5                   | 31      | 13     | 19         | 7          | 57          | 28          | 2       | 0      | 388     | 142    |

1. ↑  Apariții în Copa Libertadores
2. 1 2 3 4 5 6  Apariții în UEFA Champions League
3. 1 2  Apariție în FA Community Shield
4. ↑  Apariții în UEFA Europa League